# Anthelephila propensus
Anthelephila propensus is een keversoort uit de familie snoerhalskevers (Anthicidae). De wetenschappelijke naam van de soort is voor het eerst geldig gepubliceerd in 1984 door Bonadona.